# Real cédula de la fundación de la ciudad de Tlaxcala
La Real cédula de la fundación de la ciudad de Tlaxcala es el documento histórico emitido por decreto de Carlos V el 22 de abril de 1535 en Madrid, que confirió el título de ciudad a Tlaxcala. Se trata del primero de tres títulos similares que el monarca otorgó como emperador a ciudades de la Nueva España. Para la historia de Tlaxcala, este documento es determinante, pues le dio reconocimiento a una provincia indígena, en la que los pobladores y nobles lucharon para defender sus derechos. Este documento fue rescatado por el Centro de Estudios de Historia de México Carso. Fundación Carlos Slim en 1974.

## Contexto histórico
Durante la conquista, los tlaxcaltecas fueron los aliados de Hernán Cortés, con quienes organizó el sitio y la caída de Tenochtitlan en 1521. Debido a esto, la corona otorgó canonjías, reconocimientos y encomiendas a dirigentes tlaxcaltecas. Esto llevó a que Tlaxcala fuera reconocida como ciudad de indios de la Corona española, con lo cual adquirió privilegios y dotación de aguas y tierras. Estos reconocimientos se plasman en la cédula que decretó el rey Carlos V.
Diego Maxixcatzin, gobernador indio de la Provincia de Tlaxcala en ese tiempo, se trasladó a la península ibérica en 1534 para entrevistarse con el rey Carlos V. A esta reunión también se presentaron los indios Sebastián, Martín y el oidor Salmerón. Estos visitantes fueron los receptores del título de Leal Ciudad y el escudo de armas, el cual aún ostenta la ciudad.

## Contenido del documento
Dentro del documento, la reina Juana I de Castilla (conocida como Juana la loca), concedió el escudo y título de Leal Ciudad a Tlaxcala. Las armas que especifica son el escudo, un campo colorado en el que se encuentra un castillo de oro con puertas y ventanas azules. Dicho castillo posee una bandera con un águila negra que vuela sobre el campo dorado. En la orla, a cada lado, se encuentra un ramo de palma verde y a lo alto de la orla hay tres letras: “una I, una K, una F, que son las primeras letras de nuestros nombres y del príncipe don Felipe, nuestro caro y muy amado nieto e hijo”. En el documento, también se muestran las armas, divisas para poder usarse en pendones, sellos, escudos y banderas, para representar a la ciudad de Tlaxcala.